# Silvia Calderoni
Silvia Calderoni (Lugo, 9 settembre 1981) è un'attrice italiana.

## Biografia
Silvia Calderoni lavora dal 2000 come performer, attrice e autrice nella scena contemporanea e di ricerca italiana. La sua formazione, avvenuta fuori dalle accademie e nel vivo del teatro di sperimentazione indipendente, ha avuto come figure di riferimento la coreografa e danzatrice Monica Francia, la coreografa e dance-maker Cristina Rizzo nel progetto di studio Open e la compagnia Teatrino Clandestino. Nel biennio 2002/2003 prende parte alla Scuola "Imparare è anche bruciare" sotto la direzione del Teatro Valdoca, con Cesare Ronconi e Mariangela Gualtieri. Con Valdoca è in scena come performer nella trilogia Paesaggio con fratello rotto.
Nel 2006 inizia la collaborazione con la compagnia Motus, di cui è ancora oggi membro attivo e interprete principale. Con Motus, compagnia nomade e indipendente fondata nel 1991 da Daniela Nicolò e Enrico Casagrande e formazione di spicco nel teatro di ricerca italiano e internazionale, realizza gli spettacoli Rumore rosa, A place, ICS - Racconti crudeli della giovinezza, Crac, Let the sunshine in, Too-late, Iovadovia, Tre atti pubblici, Alexis una tragedia greca, nella tempesta, Caliban Cannibal, MDLSX, Raffiche, Chroma Keys. La compagnia è stata in produzione e in tournée nei più importanti centri di produzione e teatri internazionali, da Under the Radar (NYC) a TransAmériques e PuSh Festival (Canada), da Santiago a Mil (Cile) al Fiba Festival (Buenos Aires), da Adelaide Festival (Australia) a MITsp (Brasile), da Taipei Arts Festival (Taiwan) a Hong Kong International Black Box Festival, oltre che in tutta Europa. Nel 2011 è protagonista a fianco a Judith Malina in The plot is the revolution, condividendo la scena con la storica fondatrice del Living Theatre in uno dei suoi ultimi spettacoli. Dal 2015 è in tournée nei principali teatri e festival internazionali con il solo MDLSX, di cui firma anche la drammaturgia insieme a Daniela Nicolò. È Premio Ubu 2009 come miglior attrice under 30.
Parallelamente, dal 2006 porta avanti una propria ricerca laboratoriale, la cui tappa più significativa è Strike! all'interno del Festival di Santarcangelo dei Teatri. Dal 2014 con Ilenia Caleo crea un atelier di ricerca aperto e orbitante che si snoda tra fasi laboratoriali e residenze artistiche: Arti Urbani (Macao, Milano 2014); SiProduceVisioni (AterlierSì 2014; Accademia Belle Arti di Bergamo 2018); HAUG! Teatro Magro 2014); ORA, un percorso di diverse tappe e formati germogliato all'Angelo Mai di Roma (2015); BACIARE. Ovvero studio senza pena da “Kiss” di Andy Warhol alla Biennale di Venezia Teatro College (2018). Dal 2016 dirige un laboratorio di pratiche performative presso l'Università IUAV di Venezia.
Nel 2018, sempre con Ilenia Caleo, inizia il progetto artistico di ricerca Kiss che coinvolge 21 giovani performer (CSS Udine, Festival di Santarcangelo 2019): ispirato al lavoro di Andy Warhol, sviluppa in una performance di tre ore la domanda "può ancora un bacio essere considerato un manifesto?".
Oltre che nei teatri, il suo percorso politico ma anche formativo e artistico ha preso corpo nella rete degli spazi informali, indipendenti e occupati di militanza culturale, tra cui il Teatro Valle Occupato (Roma), l'Angelo Mai (Roma), Macao (Milano), il Sale Docks (Venezia), l'Asilo Filangieri (Napoli), il Teatro Rossi Aperto (Pisa). È un'attivista nei movimenti transfemministi queer.
Il suo lavoro nel cinema inizia con La leggenda di Kaspar Hauser, film cult diretto da Davide Manuli (2012), in cui interpreta Kaspar al fianco di Vincent Gallo. Ha lavorato in Last Words (2020) di Jonathan Nossiter con Nick Nolte, Kalipha Touray, Charlotte Rampling, Stellan Skarsgard, Alba Rohrwacher. È La Lupa, potente personaggio antropomorfo, nella serie Sky Romolus, diretta da Matteo Rovere. Ha lavorato con le/i registe/ Francesca Comencini, Roberta Torre, Roberto Andò.

## Teatro
- Imparare è anche bruciare di Teatro Valdoca, regia Cesare Ronconi - 2003
- Paesaggio con fratello rotto, trilogia - 1.Fango che diventa luce di Teatro Valdoca, regia Cesare Ronconi - 2003
- Paesaggio con fratello rotto, trilogia - 2.Canto di ferro di Teatro Valdoca, regia Cesare Ronconi - 2004
- Paesaggio con fratello rotto, trilogia - 3.A chi esita di Teatro Valdoca, regia Cesare Ronconi - 2004
- A place. [that again] (performance dedicata a Samuel Beckett ) di Motus, regia Enrico Casagrande e Daniela Nicolò - 2006
- Rumore Rosa di Motus, regia Enrico Casagrande e Daniela Nicolò - 2006
- Junkspace (performance) di Motus, regia Enrico Casagrande e Daniela Nicolò - 2007
- X (ics) - Racconti crudeli della giovinezza (X.01 movimento primo)  di Motus, regia Enrico Casagrande e Daniela Nicolò - 2007
- X (ics) - Racconti crudeli della giovinezza (X.02 movimento secondo - Valence)  di Motus, regia Enrico Casagrande e Daniela Nicolò - 2007
- Paesaggio con voce sola di Teatro Valdoca, regia Cesare Ronconi - 2008
- Festa fiera di Teatro Valdoca, regia Cesare Ronconi - 2008
- Crac  di Motus, regia Enrico Casagrande e Daniela Nicolò - 2008
- Con lieve mani di Teatro Valdoca, regia Cesare Ronconi - 2008
- X (ics) - Racconti crudeli della giovinezza (X.03 movimento terzo Halle-Neustadt)  di Motus, regia Enrico Casagrande e Daniela Nicolò - 2008
- Di quelle vaghe ombre_prime indagini sulla ribellione di Antigone  di Motus, regia Enrico Casagrande e Daniela Nicolò - 2008
- X (ics) - Racconti crudeli della giovinezza (X.04 movimento quarto - Napoli)  di Motus, regia Enrico Casagrande e Daniela Nicolò - 2009
- Let the Sunshine In_(antigone) contest#1  di Motus, regia Enrico Casagrande e Daniela Nicolò - 2009
- Too late!(antigone) contest#2  di Motus, regia Enrico Casagrande e Daniela Nicolò - 2009
- IOVADOVIA_(antigone) contest#3  di Motus, regia Enrico Casagrande e Daniela Nicolò - 2010
- Alexis. Una tragedia greca  di Motus, regia Enrico Casagrande e Daniela Nicolò - 2010
- The plot is the revolution  di Motus, regia Enrico Casagrande e Daniela Nicolò - 2011
- When  di Motus, regia Enrico Casagrande e Daniela Nicolò - 2012
- W.3 atti pubblici: Where (Atto-assemblea), When (Atto-solitario), Who (Atto-corale) di Motus, regia Enrico Casagrande e Daniela Nicolò - 2012
- Nella Tempesta  di Motus, regia Enrico Casagrande e Daniela Nicolò - 2013
- Caliban Cannibal  di Motus, regia Enrico Casagrande e Daniela Nicolò - 2013
- King Arthur di Motus, regia Enrico Casagrande e Daniela Nicolò - 2014
- Il martirio di San Sebastiano partitura di Claude Debussy su testo di Gabriele D'Annunzio, regia Roberto Galimberti - 2015
- MDLSX  di Motus, regia Enrico Casagrande e Daniela Nicolò - 2015
- Ich fühle Liebe (Silent party-performance)  di Cristina Kristal Rizzo - 2016
- Raffiche (Rafales) Machine (Cunt) fire  di Motus, regia Enrico Casagrande e Daniela Nicolò - 2016
- ÜBER RAFFICHE (nude expanded version) di Motus, regia Enrico Casagrande e Daniela Nicolò - 2017
- Gang Gong Girls di Silvia Calderoni, Ilenia Caleo, Maddalena Fragnito, Beatrice Busi - 2018
- Chroma Keys di Motus - 2018
- Kiss di Silvia Calderoni e Ilenia Caleo - 2019

## Filmografia

### Cinema
- La leggenda di Kaspar Hauser, regia di Davide Manuli (2012)
- Amori che non sanno stare al mondo, regia di Francesca Comencini (2017)
- Riccardo va all'inferno, regia di Roberta Torre (2017)
- Una storia senza nome, regia di Roberto Andò (2018)
- Last Words, regia di Jonathan Nossiter (2020)
- Non mi uccidere, regia di Andrea De Sica (2021)

### Televisione
- A modo mio, docu-serie, 1 episodio (2018)
- Romulus – serie TV, 12 episodi (2020-2022)

### Videoclip
- Musa, di Marlene Kuntz[11] regia Laura Chiossone (2007)
- When the day is done, di LNRipley regia Cosimo Alemà (2012)
- Ed è quasi come essere felice,  di Motta regia Dandaddy (2018)
- Penelope, di Rachele Bastreghi produzione video Basement Headquarter (2021)

## Moda
- Gucci Fashion Shows Collezioni Autunno Inverno 2017-18
- Gucci Cruise "Roman Rhapsody" . Video Chuck Grant, Foto Mick Rock (2018)
- Gucci Ouverture of Something That Never Ended (2020), serie di sette episodi

## Riconoscimenti
- Premio Ubu
  - 2010 – Miglior attrice under 30[12]
- Premio Marte Award
  - 2013 – Miglior attrice
- Premio Turroni Città di Cesena
  - 2014 – Premio per il teatro
- Premio Virginia Reiter
  - 2015 – Miglior attrice under 35
- Premio Sarajevo MESS Festival
  - 2017 – Best Performer
- Premio Dublin Fringe Festival
  - 2017 – Best Performer
- Premio Anima
  - 2020 – Premio per il teatro